# FROM TOKIO TO TOKYO
FROM TOKIO TO TOKYO（フロム・トキオ・トゥ・トーキョー）とは、日本の音楽グループ「イエロー・マジック・オーケストラ（YMO）」が1980年に行った、2度目の世界ツアーの名称。

## 解説
- 通称「第2回ワールド・ツアー」とも呼ばれる。
- YMOのワールド・ツアーはこれが最後となった。
- 正式なツアー名称は「YELLOW MAGIC ORCHSTRA WORLD TOUR '80」。
- 衣装は日本の学生服（夏服）をモチーフにした、3文字のうちいずれかが赤字の「ymo」という文字がランダムに散りばめられた白地のシャツ（通称：YMOシャツ）と黒地のズボンで、腕に赤いバンダナを巻いていた。
ドイツ公演ではナチスがイメージされるため、「腕に赤いバンダナを巻く」「演奏中に左腕を掲げる」などの演出が自粛された。
- ステージによっては学生帽風の帽子を被る、メンバー３人が迷彩柄のシャツを着る、頭に赤いバンダナを巻くなどしていた。
- 11月7日のロサンゼルス公演では、特設ステージから衛星中継され、日本でフジテレビが放送した。この時の「東風」演奏時には三宅一生の’81年物コレクションのファッション・ショーが併せて行われた。
- 11月15日のフィラデルフィア、11月16日のボストン公演は中止となった。
- このツアーでの演奏は、アルバム『ワールド・ツアー1980』で聴くことができる。

## 公演
| 日付                                                                 | 都市                                                          | 国                                                            | 会場                                                          |                                                               |
| ヨーロッパ・北アメリカ (YELLOW MAGIC ORCHSTRA WORLD TOUR '80)        | ヨーロッパ・北アメリカ (YELLOW MAGIC ORCHSTRA WORLD TOUR '80) | ヨーロッパ・北アメリカ (YELLOW MAGIC ORCHSTRA WORLD TOUR '80) | ヨーロッパ・北アメリカ (YELLOW MAGIC ORCHSTRA WORLD TOUR '80) | ヨーロッパ・北アメリカ (YELLOW MAGIC ORCHSTRA WORLD TOUR '80) |
| -------------------------------------------------------------------- | ------------------------------------------------------------- | ------------------------------------------------------------- | ------------------------------------------------------------- | ------------------------------------------------------------- |
| 1980年10月11日                                                       | オックスフォード                                              | イギリス                                                      | ニュー・シアター・オックスフォード                            |                                                               |
| 1980年10月12日                                                       | バーミンガム                                                  | イギリス                                                      | バーミンガム・オデオン                                        |                                                               |
| 1980年10月13日                                                       | マンチェスター                                                | イギリス                                                      | マンチェスター・アポロ                                        |                                                               |
| 1980年10月16日                                                       | ロンドン                                                      | イギリス                                                      | ハマースミス・オデオン                                        |                                                               |
| 1980年10月18日                                                       | サウサンプトン                                                | イギリス                                                      | ゴーモント・シアター                                          |                                                               |
| 1980年10月20日                                                       | ハンブルク                                                    | 西ドイツ                                                      | マルクトハレ・ハンブルク                                      |                                                               |
| 1980年10月21日                                                       | ロッテルダム                                                  | オランダ                                                      | デ・ランタレン                                                |                                                               |
| 1980年10月24日                                                       | ストックホルム                                                | スウェーデン                                                  | ゴタ・レオム                                                  |                                                               |
| 1980年10月27日                                                       | パリ                                                          | フランス                                                      | ル・パラス                                                    |                                                               |
| 1980年10月29日                                                       | ミラノ                                                        | イタリア                                                      | テアトロ・スメラルド                                          |                                                               |
| 1980年10月30日                                                       | ローマ                                                        | イタリア                                                      | テアトロ・オリンピコ                                          |                                                               |
| 1980年11月7日                                                        | ロサンゼルス                                                  | アメリカ合衆国                                                | A&Mスタジオ                                                   |                                                               |
| 1980年11月8日                                                        | ロサンゼルス                                                  | アメリカ合衆国                                                | ハリウッド・パラディアム                                      |                                                               |
| 1980年11月10日                                                       | サンフランシスコ                                              | アメリカ合衆国                                                | カブキ・シアター                                              |                                                               |
| 1980年11月14日                                                       | ニューヨーク                                                  | アメリカ合衆国                                                | パラディアム                                                  |                                                               |
| アジア (YELLOW MAGIC ORCHESTRA WORLD TOUR '80 -FROM TOKIO TO TOKYO-) |                                                               |                                                               |                                                               |                                                               |
| 1980年12月24日                                                       | 東京                                                          | 日本                                                          | 日本武道館                                                    |                                                               |
| 1980年12月25日                                                       | 東京                                                          | 日本                                                          | 日本武道館                                                    |                                                               |
| 1980年12月26日                                                       | 東京                                                          | 日本                                                          | 日本武道館                                                    |                                                               |
| 1980年12月27日                                                       | 東京                                                          | 日本                                                          | 日本武道館                                                    |                                                               |

## サポート・メンバー
- 松武秀樹
- 矢野顕子
- 大村憲司

## 音源
- ワールド・ツアー1980
- ライヴ・アット・武道館1980

- VHS・LD『TV YMO』DVD『YMO Giga Clips』
A&M ザ・チャップリン・スタジオ公演での「ライオット・イン・ラゴス」「ソリッド・ステイト・サヴァイヴァー」「ライディーン」を収録。